# Lisbourg
Lisbourg [lisbuʁ] est une commune française située dans le département du Pas-de-Calais en région Hauts-de-France. Ses habitants sont appelés les Lisbourgeois. La commune est membre de la communauté de communes du Ternois.
La commune de Lisbourg (nom officiel depuis 1801), où la Lys prend sa source, est située dans le centre du département du Pas-de-Calais à 6 km, à vol d'oiseau, à l'est de la commune de Fruges. C’est une commune de type commune rurale à habitat dispersé selon l'Insee avec une population de 591 habitants au dernier recensement de 2022, la population qui a décru depuis 1841 (1 171 habitants) se stabilise depuis les années 2000. 
La commune est située à la jonction de deux paysages tels qu'ils sont définis dans l'atlas de paysages : les « paysages du Ternois » et les « paysages des hauts plateaux artésiens ».
Sur le territoire communal se trouve la motte féodale et la basse-cour qui font l’objet d’une inscription au titre des monuments historiques.

## Géographie

### Localisation
Localisée dans le centre du département du Pas-de-Calais, Lisbourg est une commune où la Lys prend sa source et qui est située, à vol d'oiseau, à 6 km à l'est de la commune de Fruges (aire d'attraction) et à 46 km au nord-ouest de la commune d’Arras (chef-lieu d'arrondissement et préfecture du Pas-de-Calais).
Le territoire de la commune est limitrophe de ceux de sept communes.
Les communes limitrophes sont Beaumetz-lès-Aire, Crépy, Équirre, Hézecques, Laires, Prédefin et Verchin.

### Géologie et relief
La superficie de la commune est de 17,77 km2 ; son altitude varie de 103  à   184 mètres.
Au nord-est de la commune, on peut observer des dolines, phénomène géomorphologique relativement rare dans le nord de la France, souvent associé à la présence de creuses.

### Hydrographie
Le territoire de la commune est situé dans le bassin Artois-Picardie.
À une altitude de 114,7 mètres, la Lys, d'une longueur de 134,01 km, prend sa source dans la commune et se jette dans l'Escaut au niveau de la commune de Gand, en Belgique.
Dans la nuit du 11 février 1984, à la suite d'éboulements souterrains, la Lys abandonne sa source historique pour jaillir sous une route communale en formant un geyser de quelques dizaines de centimètres de haut. Depuis cette nouvelle source a été aménagée par la communauté de communes et de l’association Lys sans frontières.
La commune est également traversée par le fossé d'Équirre, cours d'eau naturel non navigable de 4,09 km, qui prend sa source à Crépy et se jette dans le Faux au niveau de la commune de Bergueneuse et l'Équirre, d'une longueur de 1,4 km, qui prend sa source dans la commune et se jette dans le fossé d'Équirre au niveau de la commune d'Équirre.

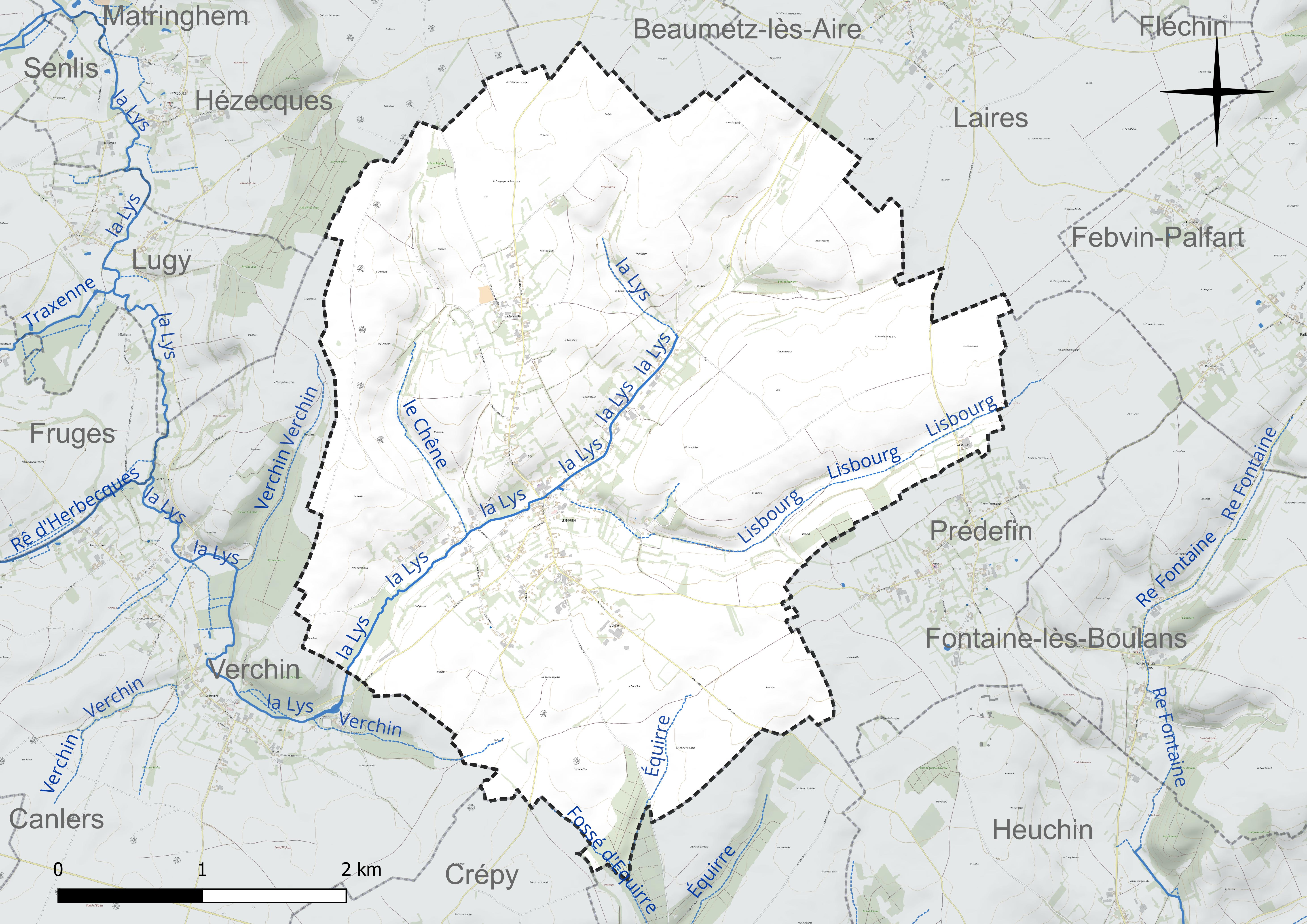
Réseau hydrographique de Lisbourg.

### Climat
Pour des articles plus généraux, voir Climat des Hauts-de-France et Climat du Nord-Pas-de-Calais.
En 2010, le climat de la commune est de type climat océanique altéré, selon une étude du CNRS s'appuyant sur une série de données couvrant la période 1971-2000. En 2020, Météo-France publie une typologie des climats de la France métropolitaine dans laquelle la commune est exposée à un climat océanique et est dans la région climatique Côtes de la Manche orientale, caractérisée par un faible ensoleillement (1 550 h/an) ; forte humidité de l’air (plus de 20 h/jour avec humidité relative > 80 % en hiver), vents forts fréquents.
Pour la période 1971-2000, la température annuelle moyenne est de 10,1 °C, avec une amplitude thermique annuelle de 13,5 °C. Le cumul annuel moyen de précipitations est de 902 mm, avec 12,9 jours de précipitations en janvier et 8,7 jours en juillet. Pour la période 1991-2020, la température moyenne annuelle observée sur la station météorologique la plus proche, située sur la commune de Fiefs à 8 km à vol d'oiseau, est de 10,4 °C et le cumul annuel moyen de précipitations est de 1 070,6 mm,. Pour l'avenir, les paramètres climatiques de la commune estimés pour 2050 selon différents scénarios d'émission de gaz à effet de serre sont consultables sur un site dédié publié par Météo-France en novembre 2022.

### Paysages
Pour un article plus général, voir Paysage en France.
La commune est située à la jonction de deux paysages tels qu'ils sont définis dans l'atlas des paysages de la région Nord-Pas-de-Calais, conçu par la direction régionale de l'Environnement, de l'Aménagement et du Logement (DREAL), : 
- les « paysages du Ternois », qui concernent 138 communes avec trois pôles d’attraction que sont Hesdin à l'ouest, Saint-Pol-sur-Ternoise à l’est et, dans une moindre mesure, Frévent en lisière sud, sont délimités par deux cours d’eau : la Canche au Sud et la Ternoise au Nord. Ces paysages sont composés de plateaux, de vallées et de bocages. Les plateaux du Ternois montrent une structure tabulaire assez plane et une altitude assez régulière avec des points culminants entre 150  à   160 m.

Le territoire d’une vingtaine de kilomètres du Nord au Sud et d’Est en Ouest, est traversé par la D 939 reliant Saint-Pol-sur-Ternoise à Hesdin, par la D 912 entre Saint-Pol-sur-Ternoise et Frévent et par la ligne ferroviaire de Saint-Pol-sur-Ternoise à Étaples dans la vallée de la Canche. La position excentrée, en l’absence de grands axes autoroutiers ou ferrés structurants, a permis au Ternois de conserver un caractère rural et une certaine qualité de paysage.
Au niveau de l’occupation des sols, les surfaces cultivées sont omniprésentes sur les plateaux, avec majoritairement la culture de la betterave et de la pomme de terre, et représentent près de 72 % de la surface totale de ces paysages du Ternois, les espaces artificialisés, cantonnés dans les fonds de vallée, représentent 13 % et les surfaces boisées, présentes dans les deux principales vallées de la Ternoise et de la Canche, ne représentent que 6 % ;
- les « paysages des hauts plateaux artésiens », qui concernent 77 communes du Pas-de-Calais, se situent à l'extrémité ouest des collines de l'Artois qui traversent le Pas-de-Calais d'Arras au Boulonnais. L'alltitude de ces paysages dépassent les 180 mètres. Ces dimensions sont modestes, d'une quinzaine de kilomètres du sud-est au nord-ouest et d'une vingtaine de kilomètres dans sa dimension la plus grande[16].

Ces « paysages des hauts plateaux artésiens », appelés aussi « Haut Artois », se caractérisent par trois ensembles écopaysagers :
- - l'ensemble mésophile ouvert du plateau artésien calcaire ;
  - l'ensemble alluvial des fonds de vallée de la Lys et de l'Aa ;
  - l'ensemble calcicole des versants calcaires des vallées[16].

Le « Haut Artois » dispose d'une importante densité de corridors biologiques bien interconnectés.
Dans le « Haut Artois », pas de villes, c'est une des rares terres rurales de la région, les communes les plus importantes sont, du nord au sud, Lumbres, Fauquembergues et Fruges. Le « Haut Artois », drainé par l'Aa et la Lys, constitue le sommet de l'anticlinal artésien, paysage ventée, froid et aux précipitations importantes qui en font le château d'eau régional.
Leș cultures représentent environ 60 % des sols, les prairies entre 26 et 27 %, les bois de 5 à 8 % et les villages et bourgs de 5 à 8 %, l'industrie y est peu présente.

### Milieux naturels et biodiversité

#### Zones naturelles d'intérêt écologique, faunistique et floristique
L’inventaire des zones naturelles d'intérêt écologique, faunistique et floristique (ZNIEFF) a pour objectif de réaliser une couverture des zones les plus intéressantes sur le plan écologique, essentiellement dans la perspective d’améliorer la connaissance du patrimoine naturel national et de fournir aux différents décideurs un outil d’aide à la prise en compte de l’environnement dans l’aménagement du territoire.
Le territoire communal comprend une ZNIEFF de type 1 : la Haute Lys et ses végétations alluviales en amont de Thérouanne. D'une altitude variant de 38  à   153 m et d'une superficie de 1 053 ha, ce site correspond au fond de vallée et à quelques versants, depuis les sources jusqu’à la commune de Thérouanne.
et une ZNIEFF de type 2 : la haute vallée de la Lys et ses versants en amont de Thérouanne. L’entité paysagère de la haute vallée de la Lys et ses versants s’étire sur une vingtaine de kilomètres du Nord au Sud pour moins de dix d’Est en Ouest dans le Haut Artois.

Carte des ZNIEFF de type 1 et 2 sur la commune
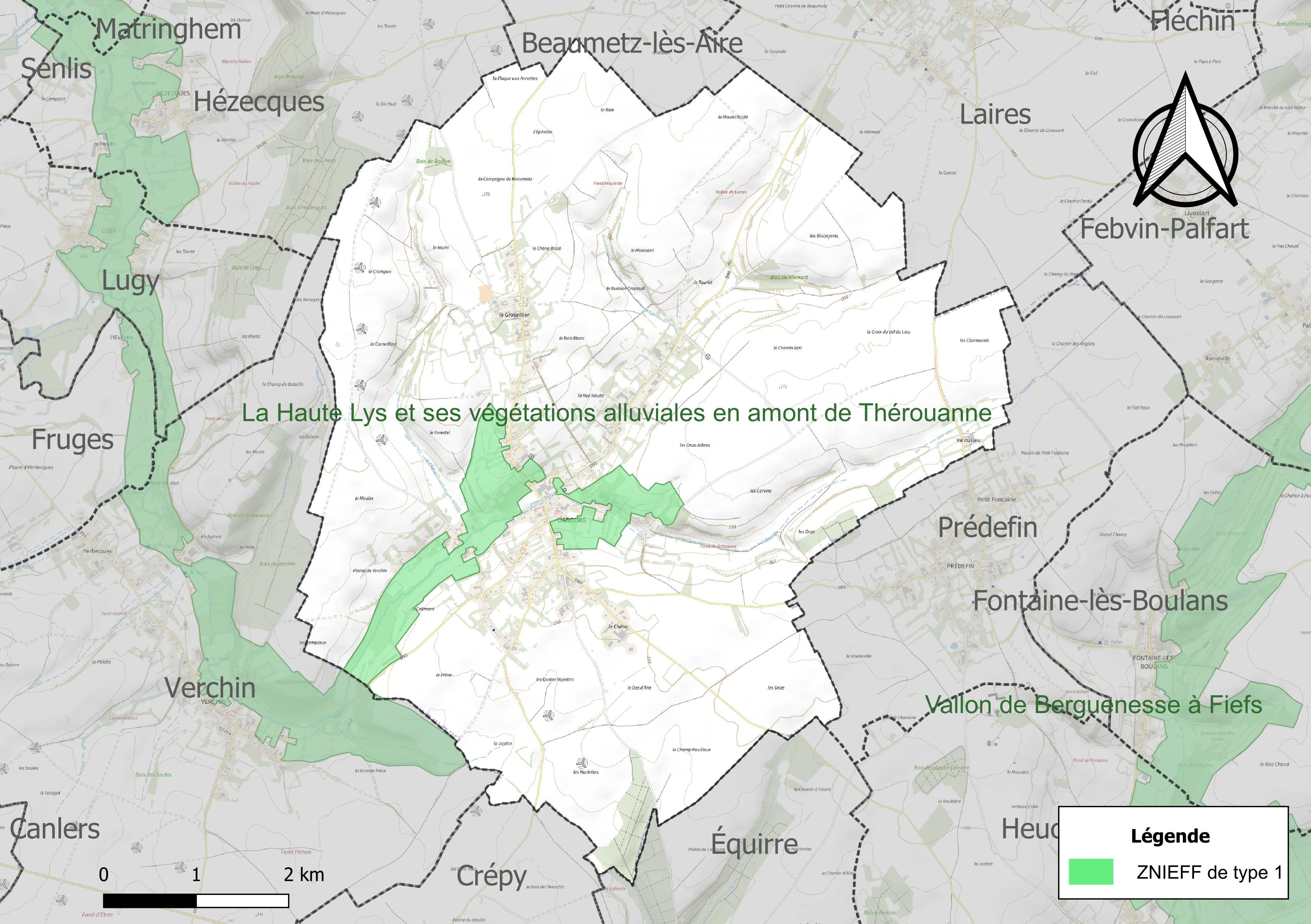
Carte de la ZNIEFF de type 1 sur la commune.
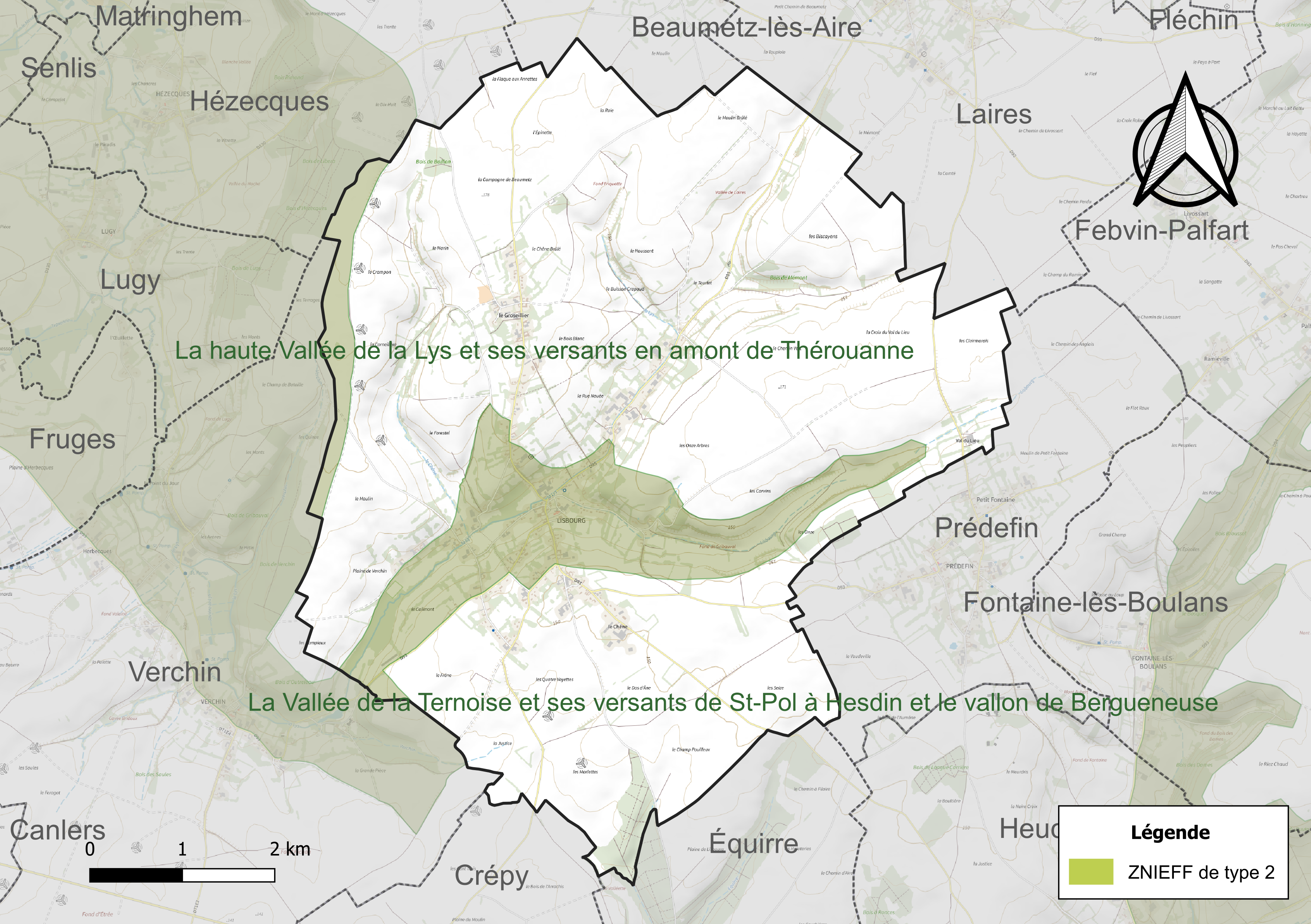
Carte de la ZNIEFF de type 2 sur la commune.

#### Espèces faunistiques et floristiques
L’Inventaire national du patrimoine naturel (INPN) recense plusieurs espèces faunistiques et floristiques sur le territoire de la commune dont certaines sont protégées et d’autres menacées et quasi-menacées.

## Urbanisme

### Typologie
Au 1er janvier 2024, Lisbourg est catégorisée commune rurale à habitat dispersé, selon la nouvelle grille communale de densité à sept niveaux définie par l'Insee en 2022.
Elle est située hors unité urbaine. Par ailleurs la commune fait partie de l'aire d'attraction de Fruges, dont elle est une commune de la couronne,. Cette aire, qui regroupe 22 communes, est catégorisée dans les aires de moins de 50 000 habitants,.

### Occupation des sols
L'occupation des sols de la commune, telle qu'elle ressort de la base de données européenne d’occupation biophysique des sols Corine Land Cover (CLC), est marquée par l'importance des territoires agricoles (94,4 % en 2018), une proportion identique à celle de 1990 (94,4 %). La répartition détaillée en 2018 est la suivante : 
terres arables (63,8 %), prairies (30,7 %), zones urbanisées (4,7 %), forêts (0,9 %). L'évolution de l’occupation des sols de la commune et de ses infrastructures peut être observée sur les différentes représentations cartographiques du territoire : la carte de Cassini (XVIIIe siècle), la carte d'état-major (1820-1866) et les cartes ou photos aériennes de l'IGN pour la période actuelle (1950 à aujourd'hui).

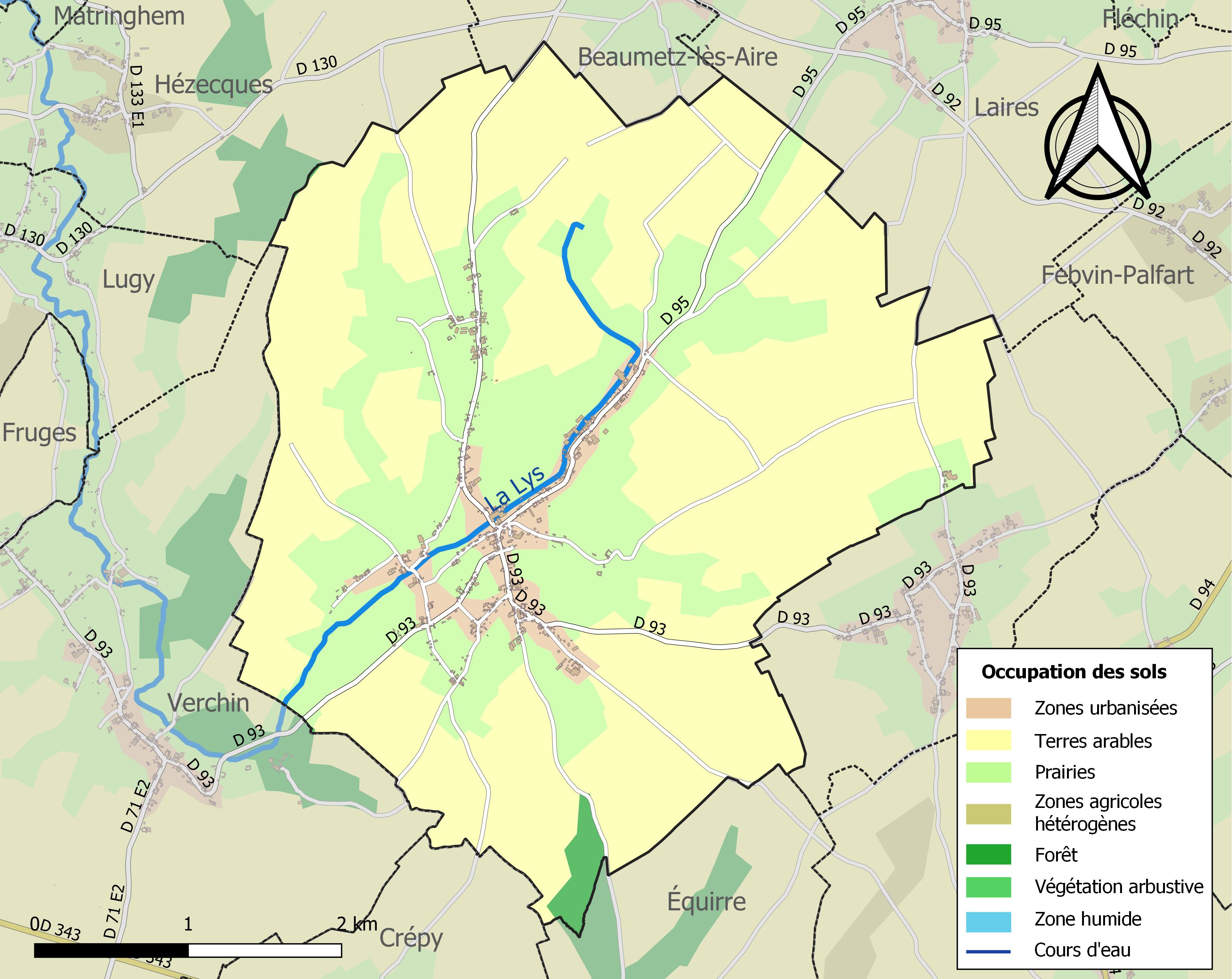
Carte des infrastructures et de l'occupation des sols de la commune en 2018 (CLC).

## Toponymie
Le nom de la localité est attesté sous les formes Liegesborth (844) ; Liegesburch (IXe siècle) ; Liegesburh, Ligesburth (Xe siècle) ; Lisburg (1119) ; Lisburgus (1179) ; Lisborg (1226) ; Lisborc (1232) ; Lieborc (1269) ; Liebourt (1325) ; Libourc (1326) ; Liesbourc (1375) ; Liebourg (1430) ; Libourcq (1474) ; Libourg (vers 1512) ; Lysbourg (1635) ; Liscours-en-Gruseliers (1720) ; Lisbourg en 1793 et  depuis 1801.
L'origine du nom vient de la rivière Lys et du flamand geboorte (« naissance »), « source de la Lys ». La Lys  prend sa source à Lisbourg.
Le nom de la commune s'écrit Liegesboort en flamand.

## Histoire
Lisbourg est le cadre d'un épisode curieux au IXe siècle : Hugues l'Abbé, fils de Charlemagne, abbé de plusieurs abbayes, conçoit l'idée de ramener à l'abbaye du Mont Saint-Quentin, les restes de saint Omer (Audomar de Thérouanne) conservés à Saint-Omer. Cette action provoque une vive réaction de saint Folquin (Folquin de Thérouanne) alors évêque de Thérouanne, qui envoie une troupe armée pour récupérer la relique. Les ravisseurs sont rattrapés à Lisbourg, ils fuient en abandonnant les saints restes. Folquin organise alors le retour en grande pompe de la relique à Saint-Omer.
Baugeois de Gribauval, Gilbert de Gribauval, le Ploutre de Gribauval, tous trois sur la commune actuelle de Lisbourg, combattent et trouvent la mort lors de la bataille d'Azincourt en 1415.
Le 20 décembre 1634, la seigneurie de Lisbourg-en-Artois est érigée en marquisat, par lettres données à Madrid au bénéfice de Jacques de Noyelles, comte de Croix, vicomte de Noyelles, gouverneur du château de la Motte-au-Bois, chef des finances, commissaire au renouvellement des lois du comté de Flandre, qui s'est acquitté de ses fonctions à l'entière satisfaction du roi. Jacques de Noyelles est ainsi chevalier, marquis et châtelain de Lisbourg, comte de Croix, vicomte de Nielle, baron de Maldeghem, trésorier et commissaire du roi pour le changement des magistrats de Flandre.
Eugène de Noyelles, sans doute un des descendants de Jacques de Noyelles, est après lui marquis de Lisbourg, comte de Marle, vicomte de Nielle, baron de Rossignol, seigneur de divers lieux, et gouverneur, comme Jacques avant lui, du château de La Motte-au-Bois.
En septembre 1694, par lettres données à Versailles, la terre de Lisbourg, située au comté de Saint-Pol est de nouveau érigée en marquisat. Elle possède toute la justice seigneuriale, elle consiste en censives (terres concédées contre paiement d'un cens) foncières et seigneuriales, bois, moulins, prairies, etc. En dépendent plusieurs terres à clocher comme Verchin, Radinghem, Tilly, Capelle, (sans doute Tilly-Capelle) (Senlis, Ambricourt, Crepy et Surplois, et quarante beaux fiefs. Elle a toujours eu entrée aux États d'Artois. Elle est également châtellenie en septembre 1694. Jean-François Volant de Berville, chevalier de justice de l'ordre royal de Notre-Dame du Mont-Carmel et de Saint-Lazare de Jérusalem, seigneur de Berville, de la terre, bourg et châtellenie de Lisbourg, Grosilliers, Derghinheuze, La Vallée, Le Breuil, Grincourt, Courcelles-le-Leu en partie, est ainsi fait marquis de Lisbourg.

## Politique et administration

### Découpage territorial
La commune se trouve dans l'arrondissement d'Arras du département du Pas-de-Calais.

#### Commune et intercommunalités
La commune faisait partie de la petite communauté de communes du pays d'Heuchin créée fin 1993.
Dans le cadre de la réforme des collectivités territoriales françaises, par la loi de réforme des collectivités territoriales du 16 décembre 2010 (dite loi RCT)  destinée à permettre notamment l'intégration de la totalité des communes dans un EPCI à fiscalité propre, la suppression des enclaves et discontinuités territoriales et les modalités de rationalisation des périmètres des établissements publics de coopération intercommunale et des syndicats mixtes existants, cette intercommunalité fusionne avec sa voisine, la communauté de communes du pays d'Heuchin, formant le 1er janvier 2013 la communauté de communes des Vertes Collines du Saint-Polois.
Un nouveau mouvement de regroupement intercommunal intervient dans le cadre des dispositions de la loi portant nouvelle organisation territoriale de la République (Loi NOTRe) du 7 août 2015, qui prévoit que les établissements publics de coopération intercommunale (EPCI) à fiscalité propre doivent avoir un minimum de 15 000 habitants. À l'initiative des intercommunalités concernées, la commission départementale de coopération intercommunale (CDCI) adopte le 26 février 2016 le principe de la fusion de : 

- la communauté de communes de l'Auxillois, regroupant 16 communes dont une de la Somme et 5 217 habitants ;

- la communauté de communes de la région de Frévent, regroupant 12 communes et 6 567 habitants ;

- de la communauté de communes des Vertes Collines du Saint-Polois, regroupant 58 communes et 19 585 habitants

- de la communauté de communes du Pernois, regroupant 18 communes et 7 114 habitants. Le schéma départemental de coopération intercommunale (SDCI), intégrant notamment cette évolution, est approuvé par un arrêté préfectoral du 30 mars 2016,.
La communauté de communes du Ternois, qui résulte de cette fusion et dont la commune fait désormais partie, est créée par un arrêté préfectoral qui a pris effet le 1er janvier 2017. Elle regroupe 103 communes et compte 37 469 habitants en 2021

#### Circonscriptions administratives
La commune faisait partie du canton d'Heuchin. Dans le cadre du redécoupage cantonal de 2014 en France, la commune est intégrée au canton de Saint-Pol-sur-Ternoise.

#### Circonscriptions électorales
Pour l'élection des députés, la commune fait partie de la sixième circonscription du Pas-de-Calais.

### Élections municipales et communautaires

#### Liste des maires
| Période                                  | Période                    | Identité               | Étiquette | Qualité                                                                |
| ---------------------------------------- | -------------------------- | ---------------------- | --------- | ---------------------------------------------------------------------- |
| Les données manquantes sont à compléter. |                            |                        |           |                                                                        |
| juillet 1855                             | avril 1876                 | Jean Baptiste Defebvin |           |                                                                        |
| avril 1876                               | mai 1984                   | Maxime Desmons         |           |                                                                        |
| mai 1884                                 | mai 1896                   | Jules Lemoine          |           |                                                                        |
| mai 1896                                 | mai 1908                   | Raymond Blondel        |           |                                                                        |
| mai 1908                                 | décembre 1919              | Alexandre Toulotte     |           |                                                                        |
| décembre 1919                            | mai 1929                   | François Defebvin      |           |                                                                        |
| Les données manquantes sont à compléter. |                            |                        |           |                                                                        |
| octobre 1947                             |                            | Adolphe Billet         |           |                                                                        |
| Les données manquantes sont à compléter. |                            |                        |           |                                                                        |
| mars 1959                                | mars 1989                  | François Baude         |           | Entrepreneur, négociant de matériaux                                   |
| mars 1989                                | mars 2001                  | Daniel Baude           |           | Entrepreneur de travaux publics                                        |
| mars 2001                                | 21 octobre 2011            | Jean-Marie Guilbert    |           | Responsable commercial retraité Décédé en fonction                     |
| 4 décembre 2011                          | juillet 2020               | Bernard Crohem,        |           | Retraité                                                               |
| juillet 2020                             | janvier 2021               | Olivier Delbé          | Ext. Dte. | Conseiller régional des Hauts-de-France (2010-2021) Décédé en fonction |
| juin 2021                                | En cours (au 10 juin 2021) | Willy Gallet           |           | Commerçant et assimilé Ancien premier maire-adjoint d'Olivier Delbé    |

## Équipements et services publics
La commune est située dans l'académie de Lille et dépend, pour les vacances scolaires, de la zone B.
Elle administre une école primaire.

### Équipements municipaux
La commune a aménagé une salle multifonctions dans l'ancien presbytère, qui se révèle trop exigu. Une nouvelle salle, d'environ 350 m2, doit être construite au même emplacement. Son ouverture est escomptée fin 2017.

## Population et société

### Démographie
Les habitants sont appelés les Lisbourgeois.

#### Évolution démographique
L'évolution du nombre d'habitants est connue à travers les recensements de la population effectués dans la commune depuis 1793. Pour les communes de moins de 10 000 habitants, une enquête de recensement portant sur toute la population est réalisée tous les cinq ans, les populations de référence des années intermédiaires étant quant à elles estimées par interpolation ou extrapolation. Pour la commune, le premier recensement exhaustif entrant dans le cadre du nouveau dispositif a été réalisé en 2007.

En 2022, la commune comptait 591 habitants, en évolution de +0,51 % par rapport à 2016 (Pas-de-Calais : −0,72 %, France hors Mayotte : +2,11 %).
| 1793  | 1800  | 1806  | 1821  | 1831  | 1836  | 1841  | 1846  | 1851  |
| ----- | ----- | ----- | ----- | ----- | ----- | ----- | ----- | ----- |
| 1 005 | 1 058 | 1 081 | 1 117 | 1 133 | 1 147 | 1 171 | 1 140 | 1 075 |

| 1856  | 1861  | 1866  | 1872  | 1876  | 1881 | 1886 | 1891 | 1896 |
| ----- | ----- | ----- | ----- | ----- | ---- | ---- | ---- | ---- |
| 1 013 | 1 076 | 1 033 | 1 028 | 1 000 | 960  | 961  | 912  | 892  |

| 1901 | 1906 | 1911 | 1921 | 1926 | 1931 | 1936 | 1946 | 1954 |
| ---- | ---- | ---- | ---- | ---- | ---- | ---- | ---- | ---- |
| 900  | 892  | 872  | 782  | 712  | 677  | 672  | 645  | 667  |

| 1962 | 1968 | 1975 | 1982 | 1990 | 1999 | 2006 | 2007 | 2012 |
| ---- | ---- | ---- | ---- | ---- | ---- | ---- | ---- | ---- |
| 682  | 656  | 678  | 706  | 655  | 587  | 566  | 563  | 571  |

| 2017 | 2022 | - | - | - | - | - | - | - |
| ---- | ---- | - | - | - | - | - | - | - |
| 591  | 591  | - | - | - | - | - | - | - |

#### Pyramide des âges
La population de la commune est relativement jeune.
En 2018, le taux de personnes d'un âge inférieur à 30 ans s'élève à 36,9 %, soit au-dessus de la moyenne départementale (36,7 %). À l'inverse, le taux de personnes d'âge supérieur à 60 ans est de 28,6 % la même année, alors qu'il est de 24,9 % au niveau départemental.
En 2018, la commune comptait 304 hommes pour 296 femmes, soit un taux de 50,67 % d'hommes, largement supérieur au taux départemental (48,50 %).
Les pyramides des âges de la commune et du département s'établissent comme suit.
| Hommes | Classe d’âge | Femmes |
| ------ | ------------ | ------ |
| 0,3    | 90 ou +      | 2,0    |
| 9,7    | 75-89 ans    | 10,9   |
| 16,7   | 60-74 ans    | 17,7   |
| 14,7   | 45-59 ans    | 17,1   |
| 21,1   | 30-44 ans    | 16,1   |
| 15,4   | 15-29 ans    | 16,1   |
| 22,2   | 0-14 ans     | 20,0   |

| Hommes | Classe d’âge | Femmes |
| ------ | ------------ | ------ |
| 0,5    | 90 ou +      | 1,6    |
| 5,6    | 75-89 ans    | 8,9    |
| 16,7   | 60-74 ans    | 18,1   |
| 20,2   | 45-59 ans    | 19,2   |
| 18,9   | 30-44 ans    | 18,1   |
| 18,2   | 15-29 ans    | 16,2   |
| 19,9   | 0-14 ans     | 17,9   |

## Économie

### Entreprises et commerces

#### Agriculture
La commune est dans le « Haut-pays d'Artois », une petite région agricole dans le département du Pas-de-Calais. En 2020, l'orientation technico-économique de l'agriculture  sur la commune est la polyculture et/ou le polyélevage. 
|               | 1988  | 2000  | 2010  | 2020  |
| ------------- | ----- | ----- | ----- | ----- |
| Exploitations | 62    | 43    | 24    | 20    |
| SAU (ha)      | 1 493 | 1 474 | 1 456 | 1 221 |

Le nombre d'exploitations agricoles en activité et ayant leur siège dans la commune est passé de 62 lors du recensement agricole de 1988 à 43 en 2000 puis à 24 en 2010 et enfin à 20 en 2020, soit une baisse de 68 % en 32 ans. Le même mouvement est observé à l'échelle du département qui a perdu pendant cette période 65 % de ses exploitations (passant de 16 556 à 5 736),. La surface agricole utilisée sur la commune a également diminué, passant de 1 493 ha en 1988 à 1 221 ha en 2020 (soit - 18,22 %). Parallèlement la surface agricole utilisée moyenne par exploitation a augmenté, passant de 24 à 61 ha,.

## Culture locale et patrimoine

### Lieux et monuments
- La motte féodale et la basse-cour qui font l’objet d’une inscription au titre des monuments historiques depuis le  9 novembre 1982[69].
- L'église Saint-Omer.
- Le monument aux morts, surmonté d'une croix latine[70].

### Personnalités liées à la commune
- Anthime Caron (1931-2022), prêtre et scientifique. Supérieur provincial des Pères missionnaires de la Compagnie de Marie. Vice-recteur de l'Institut catholique de Paris. Aumônier des médecins au pèlerinage montfortain de Lourdes. Docteur en physique, né à Lisbourg[71].

### Héraldique
| Blason de Lisbourg | Blason  | D'argent à la fasce d'azur chargée de trois croisettes pattées d'or, accompagnée de trois merlettes de sable. |
| Blason de Lisbourg | Détails | Le statut officiel du blason reste à déterminer.                                                              |

## Pour approfondir

#### Bases de données, dictionnaires et encyclopédies
- Ressources relatives à la géographie :   - Insee (communes)
  - Ldh/EHESS/Cassini
- Ressource relative à plusieurs domaines :   - Annuaire du service public français
- Notices d'autorité :   - VIAF
  - BnF (données)
  - LCCN
  - Israël